# 罗斯莱滕
罗斯莱滕是奥地利上奥地利州克雷姆斯河畔基希多夫县的一个市镇。总面积67.5平方公里，总人口1838人，人口密度27.2人/平方公里（2005年）。